# Malleehonungsfågel
Malleehonungsfågel (Lichenostomus cratitius) är en fågel i familjen honungsfåglar inom ordningen tättingar.

## Utseende och läte
Malleehonungsfågel är en liten och enfärgad honungsfågel. Ovansidan är olivbrun, undersidan ljusare. På huvudet syns grå hjässa, en gulkantad mörkgrå fläck på kinden, ett tunt lilafärgat streck som skiljer strupen från örontäckarna och en helsvart näbb. Bland lätena hörs ljudliga gnisslingar och en skallrande drill.

## Utbredning och systematik
Malleehonungsfågel delas in i två underarter:
- Lichenostomus cratitius occidentalis – förekommer i Mallee-området, på gränsen mellan södra och centrala Western Australia Victoria
- Lichenostomus cratitius cratitius – förekommer på Kangaroo Island (South Australia)

## Status och hot
Arten har ett stort utbredningsområde, men tros minska i antal, dock inte tillräckligt kraftigt för att den ska betraktas som hotad. Internationella naturvårdsunionen IUCN listar arten som livskraftig (LC).